# Le Dézert
Le Dézert ist eine französische Gemeinde mit 605 Einwohnern (Stand 1. Januar 2022) im Département Manche in der Region Normandie. Sie gehört zum Kanton Pont-Hébert und zum Arrondissement Saint-Lô. 
Nachbargemeinden sind Graignes-Mesnil-Angot im Nordwesten, Le Mesnil-Véneron im Norden, Saint-Jean-de-Daye im Nordosten, Saint-Fromond im Osten, Cavigny im Südosten und Pont-Hébert im Südwesten.

## Bevölkerungsentwicklung
| Jahr      | 1962 | 1968 | 1975 | 1982 | 1990 | 1999 | 2008 | 2018 |
| --------- | ---- | ---- | ---- | ---- | ---- | ---- | ---- | ---- |
| Einwohner | 609  | 623  | 608  | 563  | 521  | 500  | 559  | 593  |

## Sehenswürdigkeiten
- Schloss Saint-Ortaire, Monument historique seit 2004
- Kapelle Saint-Ortaire, Monument historique seit 2014

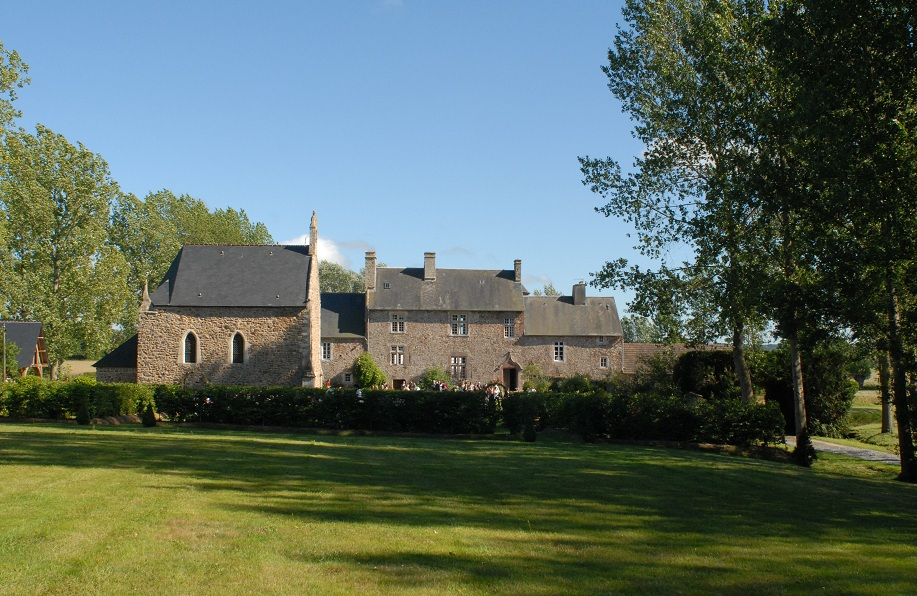
Schloss Saint-Ortaire
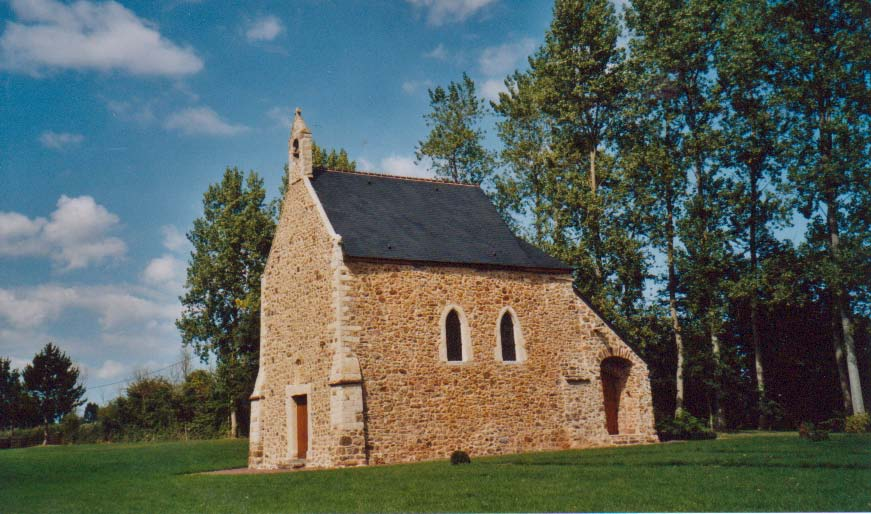
Kapelle Saint-Ortaire
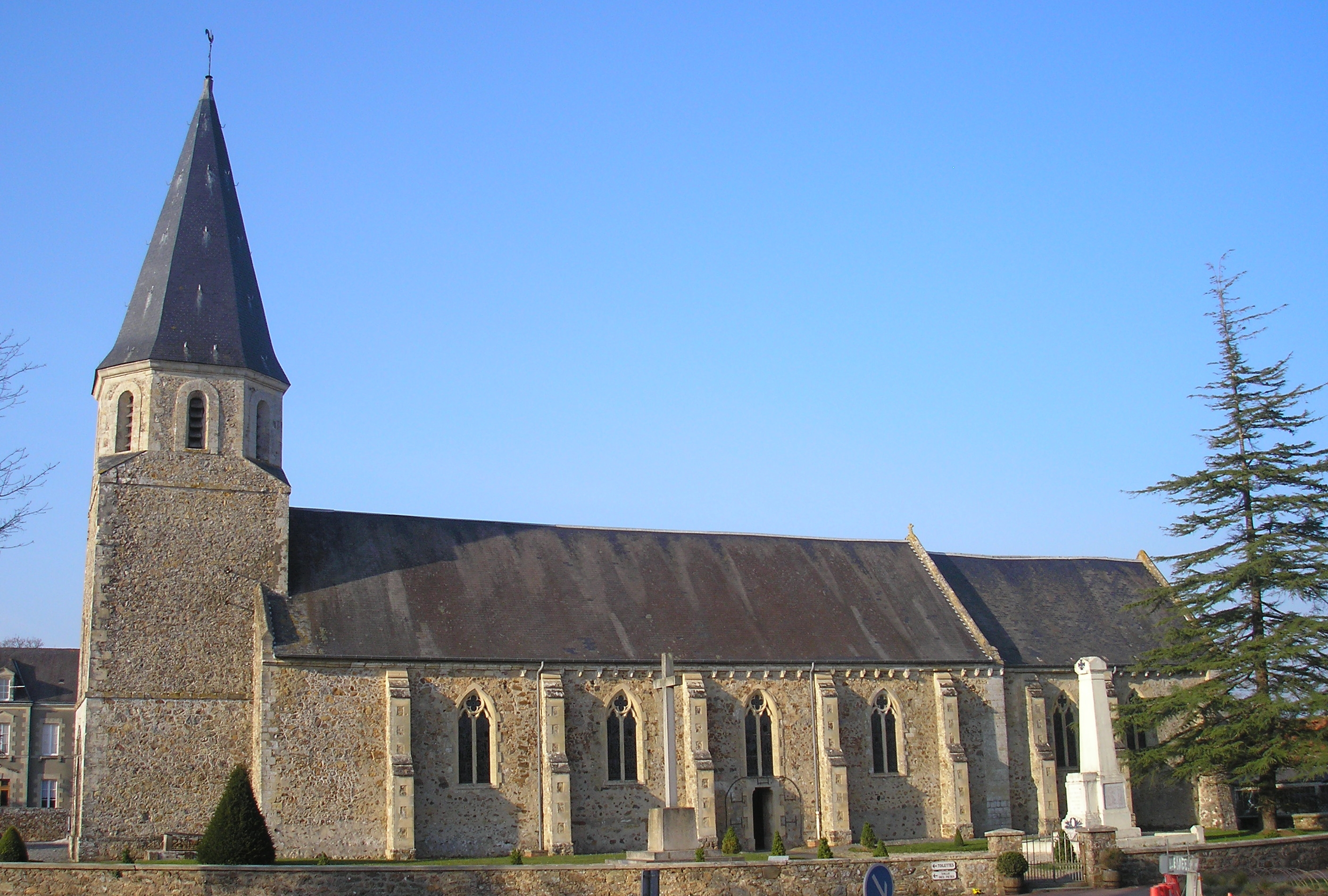
Kirche Saint-Martin
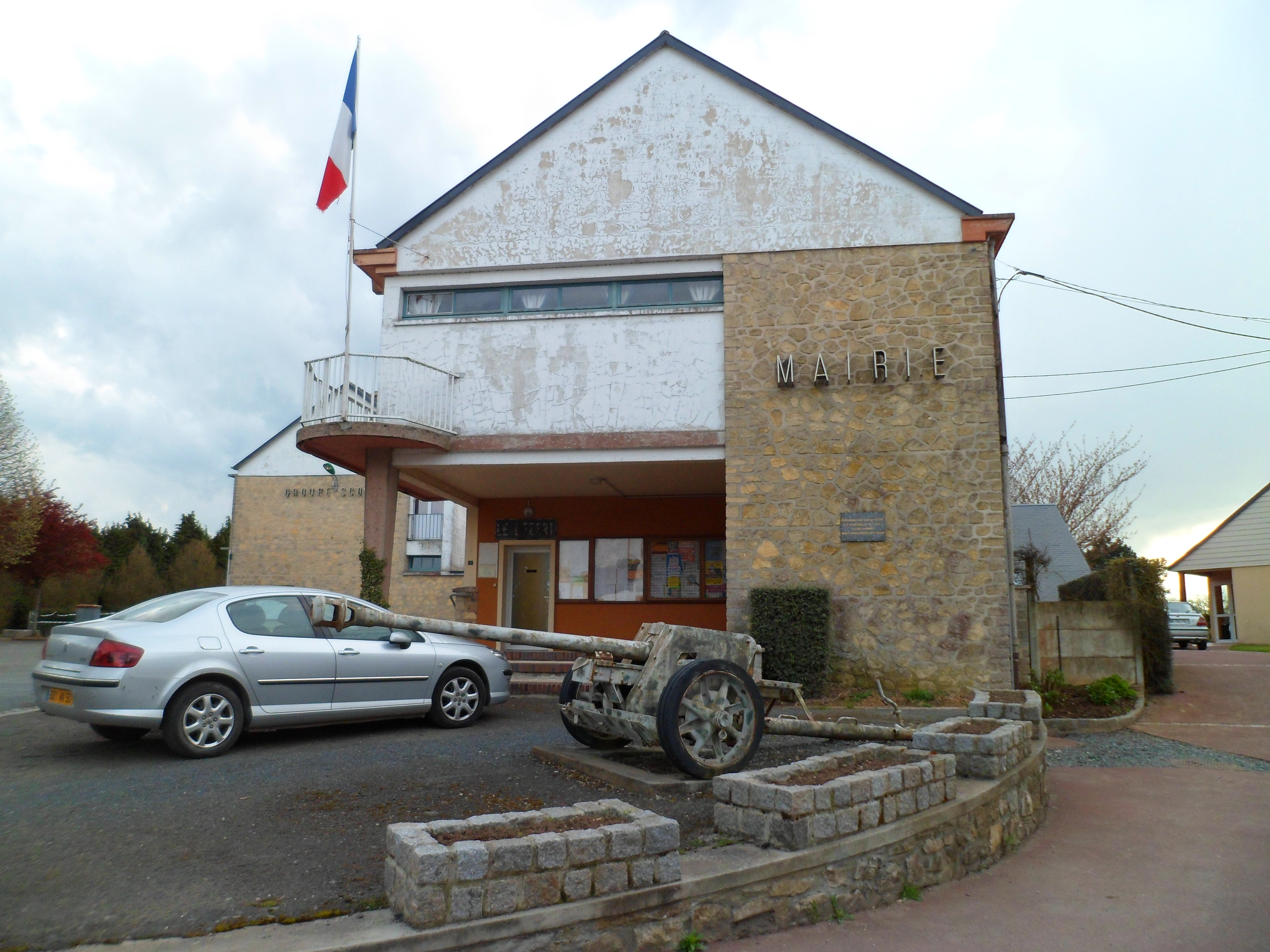
Mairie Le Dézert